# 이지하
이지하(1970년 9월 7일 ~ )는 대한민국의 배우이다.

## 학력
- 경성대학교 연극학과

## 출연작

### 영화
- 《김종욱 찾기》 (2010년) - 고객 3 역
- 《범죄와의 전쟁: 나쁜놈들 전성시대》 (2012년) - 보따리 아줌마 역
- 《두레소리》 (2012년) - 아름이모 역
- 《찌라시: 위험한 소문》 (2014년) - 남정인아내 역
- 《아가씨》 (2016년) - 료칸 여주인 역
- 《자유로》 (2017년)  - 주희 역
- 《부라더》 (2017년) - 당숙 모 역
- 《레슬러》 (2018년) - 담임선생님 역
- 《허스토리》 (2018년) - 이사장 역
- 《포가튼 러브》 (2020년) - 여자 1 역
- 《새해전야》 (2021년) - 스키장 매니저 역
- 《F20》 (2021년) - 변 집사 역
- 《경아의 딸》 (2022년) - 미자 역

### 드라마
- 《신의 퀴즈 3》 (2012년, OCN) - 박상준의 어머니 역
- 《보통의 연애》 (2012년, KBS2) - 유광미 역
- 《직장의 신》 (2013년, KBS2) - 쇼호스트 역
- 《아이가 다섯》 (KBS2, 2016년) - 미혼모상담소 상담원 역
- 《하백의 신부 2017》 (tvN, 2017년) - 소아의 어머니 역
- 《청춘시대 2》 (JTBC, 2017년) - 호창의 어머니 역
- 《저글러스》 (KBS2, 2017년) - 강순덕 역
- 《나쁜 녀석들 : 악의 도시》 (OCN, 2018년) - 김경임 역
- 《으라차차 와이키키》 (JTBC, 2018년) - 지수의 어머니  역
- 《라이프 온 마스》 (OCN, 2018년) - 한태주의 고모 역
- 《KBS 드라마 스페셜 - 잊혀진 계절》 (KBS2, 2018년) - 박정숙 역
- 《하늘에서 내리는 일억 개의 별》 (tvN, 2018년) - 루치아 수녀 역
- 《열두밤》 (채널A, 2018년) - 송미선 역
- 《황후의 품격》 (SBS, 2019년) - 신은수 역
- 《로맨스는 별책부록》 (tvN, 2019년) - 해린의 어머니 역
- 《검색어를 입력하세요 WWW》 (tvN, 2019년) - 박모건의 어머니 역
- 《KBS 드라마 스페셜 - 굿바이 비원》 (KBS2, 2019년) - 장선자 역
- 《낭만닥터 김사부 2》 (SBS, 2020년) - 차은재 어머니 역
- 《(아는 건 별로 없지만) 가족입니다》 (tvN, 2020년) - 오미숙 역
- 《해피니스》 (tvN, 2021년) - 지문희 역
- 《오징어 게임》 (넷플릭스, 2021년) - 참가자 70번 역
- 《학교 2021》 (KBS2, 2021년) - 구미희 역
- 《돼지의 왕》 (티빙, 2022년) - 김선희 역
- 《이브》 (tvN, 2022년) - 차에리사 역
- 《드라마 스페셜 - 아쉬탕가를 아시나요》 (KBS2, 2022년) - 건물주 역
- 《조선 정신과 의사 유세풍》 (tvN, 2022년) - 저동군 마님 역
- 《낭만닥터 김사부 3》 (SBS, 2023년) - 차은재의 어머니 역
- 《O'PENing - 덕후의 딸》 (tvN, 2024년) - 권혜란 역
- 《신사장 프로젝트》 (tvN, 2025년) - 이주인 역

### 연극
- 《대학살의 신》
- 《미저리》
- 《리얼게임》
- 《벚꽂동산》
- 《 민들레바람되어》
- 《인어 : 바다를 부른 여인》
- 《잘자요 엄마》
- 《억울한 여자》
- 《그봄한낮의 우울》
- 《색다른 이야기 읽기 취미를 가진 사람들에게》
- 《미스 프랑스》
- 《과부들》
- 《바냐아저씨》
- 《이제는 애처가》
- 《그집여자》
- 《숲속의 잠자는 옥희》
- 《버자이너 모놀로그》
- 《과학하는 마음-숲의심연》
- 《휘가로의 결혼》
- 《연애희곡》
- 《욕망이라는 이름의 전차》
- 《락희맨쇼》
- 《침향》
- 《왕국식당의 최후》
- 《오레스테스》
- 《시련》
- 《바리공주》
- 《릴레이》
- 《그린벤취》
- 《나무는 신발가게를 찾아가지 않는다》
- 《달의소리》
- 《수족관 가 는길》
- 《양파》
- 《파티》
- 《타임플라이즈》
- 《파행》
- 《흉가에 볕들어라》
- 《종로고양이》
- 《바보각시》

### 광고
- 유한양행  《메가트루》

## 수상
- 2015년 제2회 서울연극인대상 연기상
- 2008년 제4회 골든티켓어워즈 연극 여우주연상
- 2008년 제44회 동아연극상 여자연기상
- 2005년 서울연극제 신인연기상